# Семёновское (Подлесный сельсовет, Вологодский район)
Семёновское — деревня в Вологодском районе Вологодской области на реке Лихтош.
Входит в состав Подлесного сельского поселения, с точки зрения административно-территориального деления — в Подлесный сельсовет.
Расстояние по автодороге до районного центра Вологды — 28 км, до центра муниципального образования Огарково — 15 км. Ближайшие населённые пункты — Мельниково, Винниково, Дуравино, Костино.
По переписи 2002 года население — 13 человек.